# Football Inter Club Association
El Football Inter Club Association; (conegut com a FICA) és un club haitià de futbol de la ciutat de Cap-Haïtien.
Va ser fundat el 1972.

## Palmarès
- Campionat Nacional: [5]
  - 1988-89, 1990, 1993-94, 1998, 2001, 2015 Cl, 2016 Cl

- Trophée des Champions d'Haïti: [6]
  - 2015